# Клеристорий

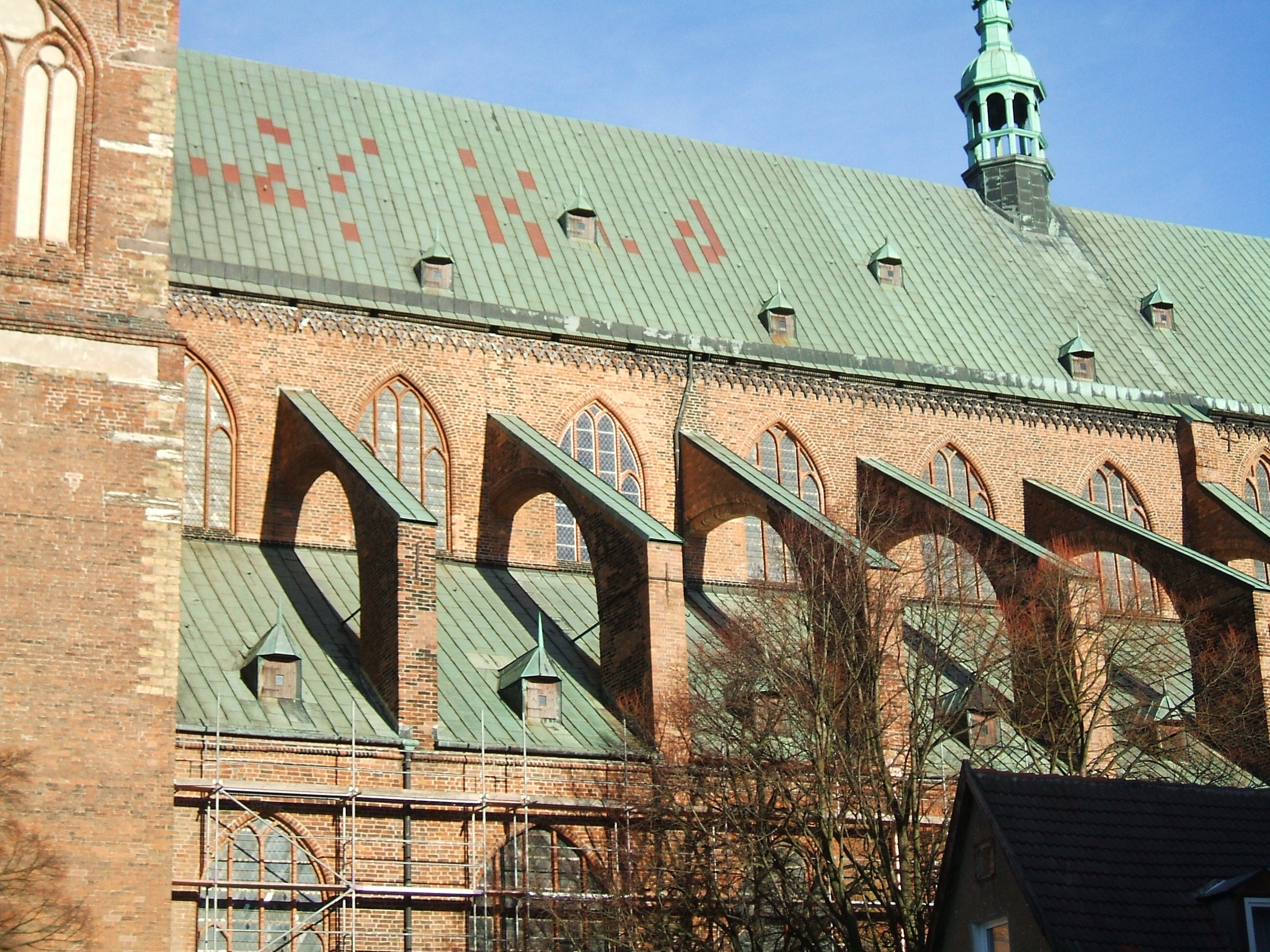
Церковь Святого Николая (Штральзунд). Клеристорий — стена с окнами между двумя зелёными крышами

Клеристорий (англ. clerestory (/ˈklɪərstɔːri/; также clearstory, clearstorey, overstorey) — в архитектуре стена с окнами, возвышающаяся над кровлей остальных частей здания. Служит для освещения и/или вентиляции.
Конструктивно клеристории существовали уже в Древнем Египте. Клеристорий, согласно имеющимся представлениям, имел Храм Соломона. Широкое распространение получили в зданиях базиликального типа, начиная с Древнего Рима. В крестово-купольных храмах эту же функцию выполняет световой барабан. В Скандинавии используется тип крыши säteritak(швед.), тоже по сути являющийся клеристорием.

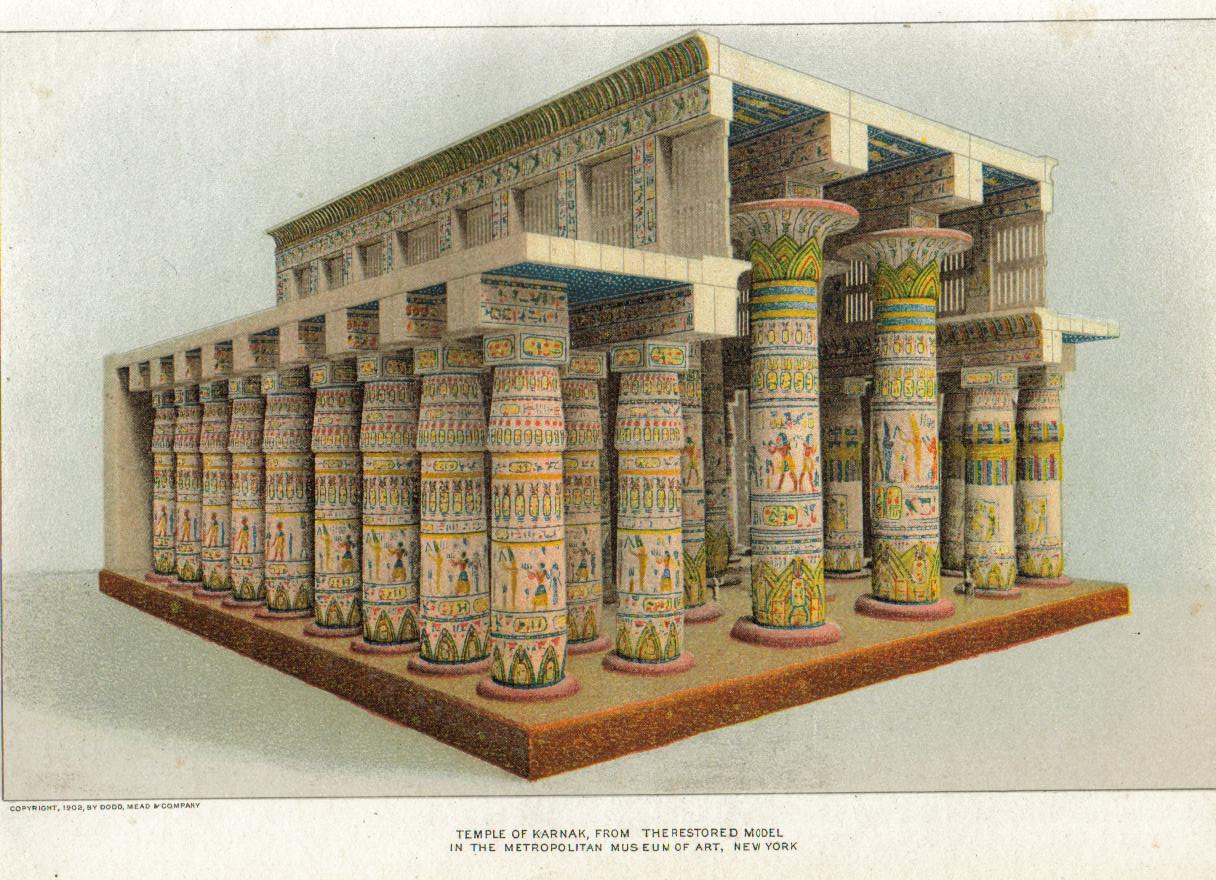
Большой гипостильный зал в Карнакском храме с решётчатыми окнами (конец XIV - начало XIII века до н.э.)
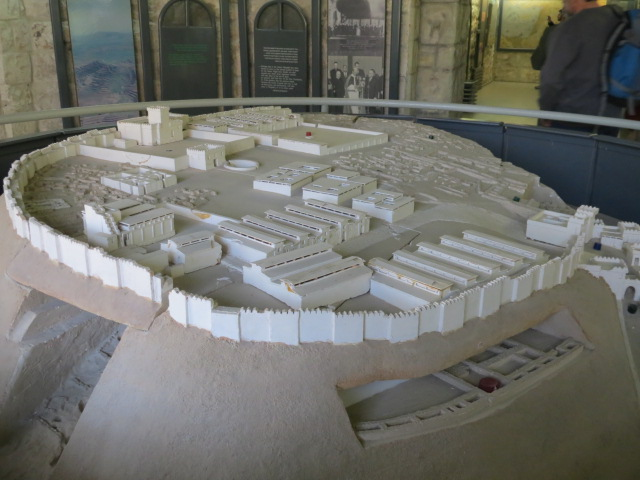
Модель города Мегиддо (X век до н.э.). Видно множество строений базиликального типа с возвышающейся средней частью
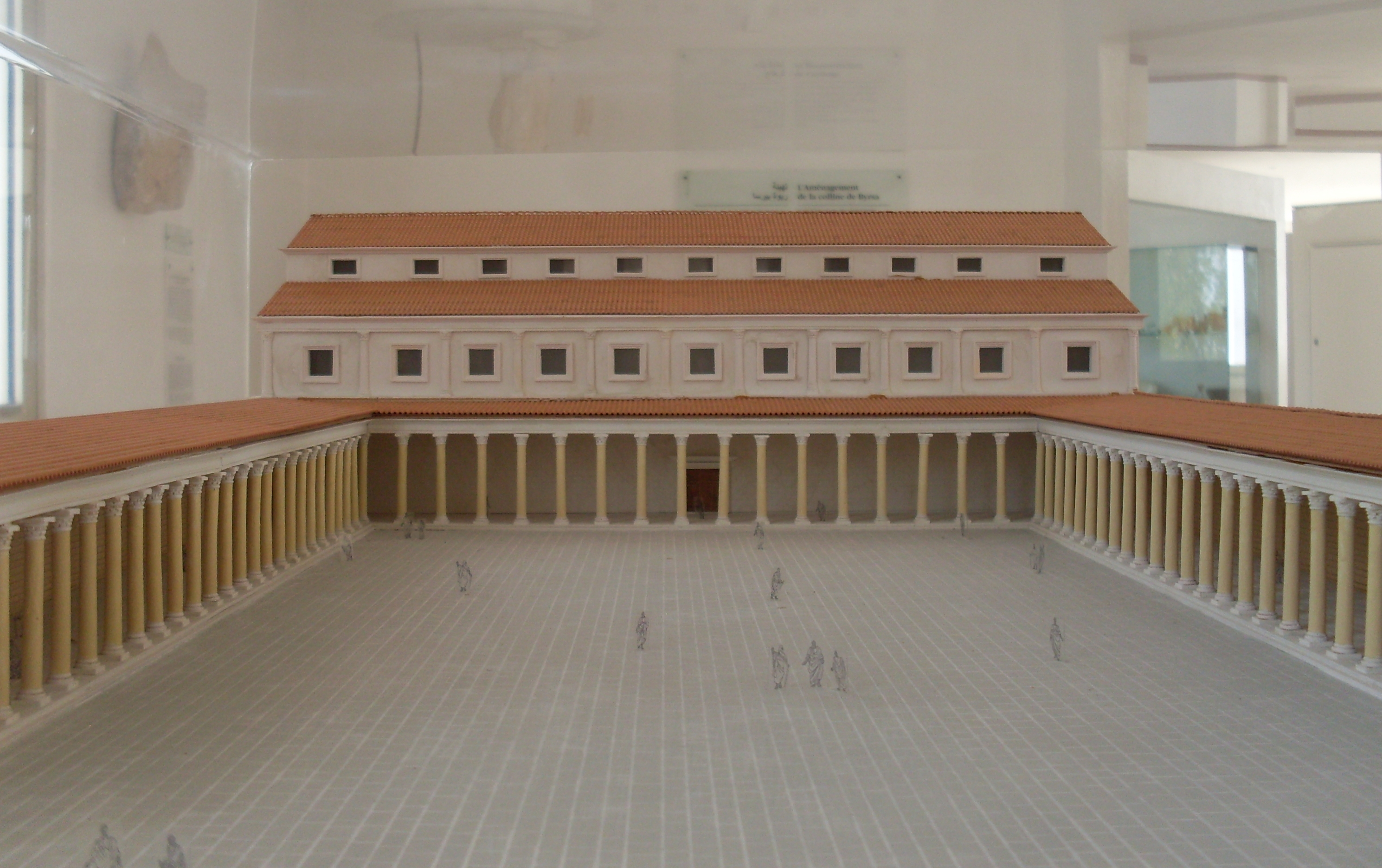
Форум и базилика в Бирсе (Карфаген) (конец II века)
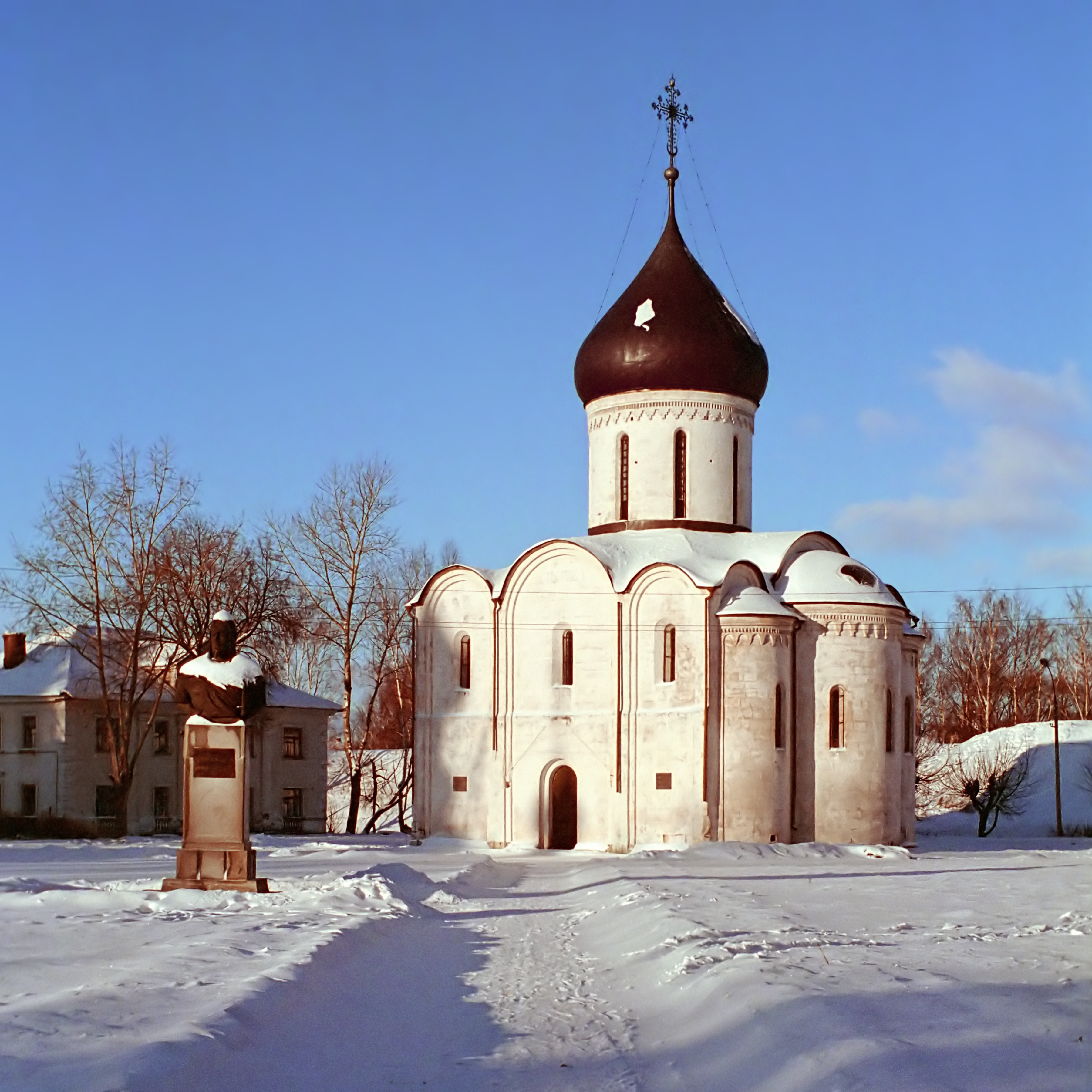
Преображенский собор в Переславле-Залесском (1152 год)